# Regla del 107 %

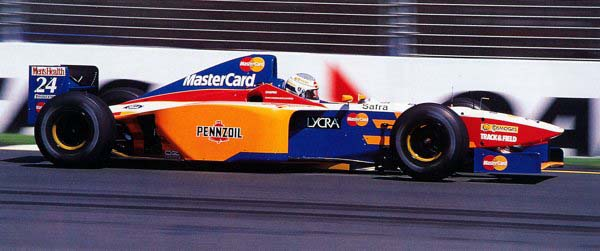
El equipo MasterCard Lola falló en la regla del 107 % en su único fin de semana en la categoría

La regla del 107 % se introdujo para la temporada 1996 y estuvo en vigor hasta la temporada 2002
La regla del 107 % es una regulación deportiva que afecta a las sesiones de clasificación de las carreras de Fórmula 1. Durante la primera parte de la clasificación, cualquier piloto que no pueda establecer una vuelta dentro del 107 por ciento del tiempo más rápido en la primera parte de la sesión, no podrá iniciar la carrera. Sin embargo, en circunstancias excepcionales, los comisarios pueden permitir que el coche inicie la carrera. Fue reintroducida para la temporada 2011, con modificaciones menores, debido al formato de calificación por eliminación.

## Historia
"Cualquier piloto cuya mejor vuelta de clasificación supera el 107 % del tiempo de la pole, estará imposibilitado de iniciar la carrera, salvo circunstancias excepcionales reconocidas como tales por los comisarios del evento. En caso de haber más de un piloto en esta situación, los comisarios determinarán su orden".

–La regla del 107 % tal como se expresa en el artículo 134 del reglamento deportivo de la FIA para la Fórmula 1.

### Introducción
El órgano rector de la Fórmula 1, la Federación Internacional del Automóvil (FIA), introdujo la regla del 107 % en una reunión de su Consejo Mundial de Automovilismo en junio de 1995, inmediatamente antes del Gran Premio de Francia. Esto le siguió a una recomendación de la Comisión de la Fórmula 1, un grupo de trabajo de representantes de la Fórmula 1 para introducir esta medida. En los años anteriores, el número de pilotos máximo por temporada se había aumentado a 26, era la cantidad máxima para empezar una carrera, permitiéndole a cada participante poder competir en la carrera, independientemente de sus tiempos en clasificación y su velocidad. En 1995, las nuevas regulaciones técnicas hicieron que diversos equipos con presupuestos relativamente pequeños, como Forti, Simtek y Pacific, estuvieran compitiendo en el deporte. La regla del 107 % fue originalmente planeada para entrar en rigor a partir del Gran Premio de Hungría, pero para esto se necesitaba el consenso de todos los equipos, y tanto Forti como Pacific se opusieron. Sin embargo, el hecho de haber sido apoyada por la mayoría de los equipos permitió que se introdujera a partir del inicio de la temporada 1996. A mediados de la década del 90 llegaron al deporte pilotos de pago cuya velocidad en clasificación no les permitía competir en todas las carreras, como Giovanni Lavaggi y Jean-Denis Délétraz.
Con respecto a la introducción de la regla del 107 %, el presidente de la FIA, Max Mosley dijo "cualquier pequeño equipo que se organice correctamente será capaz de obtener tiempos dentro del margen del 107 por ciento".  El titular de los derechos comerciales del deporte, Bernie Ecclestone, estuvo de acuerdo con la regla, y dijo en una entrevista "la Fórmula 1 es lo mejor, y no necesitamos nada en ella que no sea lo mejor". También acusó a algunos de los equipos más pequeños de tener una mentalidad en la que solo pensaban en largar las carreras para mostrar en televisión sus patrocinadores, y no estaban lo suficientemente enfocados en el rendimiento real de sus autos para la carrera.  Por otra parte, los equipos más pequeños se vieron preocupados ante la situación de tener que girar dentro de un tiempo mínimo para poder competir en la carrera, ya que veían exacerbadas las desigualdades ya existentes en el deporte. El gerente comercial de Pacific, Mark Gallagher, dijo: "Tenemos que decir que la regla del 107 % da lugar a preocupaciones para los equipos que no fabrican sus motores, ya que el objetivo de lograr determinados tiempos tiene que ver más con los motores que con los chasis, y es algo que está fuera de nuestra capacidad directa. Cerrar la brecha con Minardi es factible, pero la llegada repentina de esta regla es preocupante. Tener tres años para planificar si se desea o no hacer algo no es lo mismo que mover las fichas mientras estás jugando el juego".

### Aplicación
La regla del 107 % se introdujo así en el Gran Premio de Australia de 1996. Fue violada inmediatamente, ya que los conductores de Forti, Luca Badoer y Andrea Montermini no lograron un tiempo de vuelta dentro del plazo del 107 % de la pole position de Jacques Villeneuve. Esto era algo que se esperaba, ya que el equipo estaba usando solo una versión mejorada del chasis FG01 de los años anteriores, el cual había logrado estar dentro del 107 % de la pole position en solo una de los treinta y cuatro ocasiones.  Ambos pilotos quedaron fuera del tiempo del 107 % en el Gran Premio de Europa, la cuarta carrera del campeonato. En la siguiente carrera, el Gran Premio de San Marino, Badoer condujo el coche más competitivo con el chasis FG03 por primera vez, mientras que Montermini no logró estar dentro del 107 % con el chasis viejo. Ambos conductores quedaron fuera del 107 % en la clasificación del Gran Premio de España, dos carreras más tarde. Por la décima ronda del campeonato, en el Reino Unido, el equipo estaba quedándose sin dinero y hace un intento simbólico de clasificar, después de no haber participado en las sesiones de entrenamientos anteriores, y tampoco lograron el tiempo límite. Después de la carrera siguiente, en la que el equipo no dio ni una vuelta, Forti se retiró de la Fórmula 1. En la segunda mitad de la temporada, el equipo Minardi sustituyó a su piloto regular Giancarlo Fisichella por el piloto de pago Giovanni Lavaggi, quien no logró el tiempo límite en el Gran Premio de Alemania, de Bélgica y de Japón.
En la temporada siguiente, la regla del 107 % solo se aplicó en la primera carrera, el Gran Premio de Australia. Villeneuve logró la pole position con una diferencia de alrededor de un segundo por delante del rival más cercano. Como resultado, Pedro Diniz, Vincenzo Sospiri y Ricardo Rosset no lograron un tiempo dentro del 107 %. A Diniz se le permitió competir en la carrera ya que los comisarios consideraron que era capaz de lograr un tiempo dentro del límite, ya que lo había logrado constantemente en las tandas de entrenamientos libres. La FIA dijo que la razón por la que Diniz falló en las tandas de clasificación fueron "circunstancias excepcionales". Sospiri y Rosset, conduciendo para el nuevo equipo MasterCard Lola, fueron cinco y seis segundos respectivamente más lentos que Diniz, por lo que quedaron fuera del límite y no se les permitió participar. El equipo no volvió a competir.
Durante la temporada 1998, Rosset, ahora compitiendo para el equipo Tyrrell, estuvo fuera del 107 % en cinco ocasiones. Giró por encima del límite en los grandes premios de España, Mónaco, Hungría y Japón. También falló en Alemania, pero en esta ocasión fue debido a que no completó ninguna vuelta por haberse lesionado el codo derecho después de un choque en los entrenamientos libres.
La regla del 107 % fue invocada en dos ocasiones en la temporada 1999. En la primera carrera de la temporada, el Gran Premio de Australia, Marc Gené falló en girar dentro del límite del 107 % en la sesión clasificatoria con su Minardi. Al igual que con Diniz dos años antes, se le permitió competir en la carrera debido a que en las sesiones de entrenamientos rodaba dentro del límite. Más adelante en la temporada, en el Gran Premio de Francia, una sesión de clasificación marcada por una intensidad variable de lluvia hizo que cinco pilotos no pudieran hacer un tiempo dentro del límite, estos fueron Damon Hill, Gené, Badoer, Pedro de la Rosa y Toranosuke Takagi. A los cinco se les permitió correr en la carrera.
Después de una temporada 2000 en la cual ningún conductor transgredió la regla, fue forzada en tres ocasiones en la temporada siguiente. En la carrera inaugural, en Australia, Tarso Marques falló en girar en el tiempo requerido en su Minardi. Obtuvo el permiso para correr bajo "circunstancias excepcionales", a pesar de que el brasileño no giró dentro del límite del 107 % del tiempo más rápido en ninguna ocasión en todo el fin de semana. Se rumoreó que Marques había obtenido el permiso debido a que el equipo había sido comprado con anterioridad al inicio de la temporada por el australiano Paul Stoddart, quien quería que ambos autos compitieran en el Gran Premio de la nueva "casa" de Minardi.  En el Gran Premio británico, Marques volvió a exceder el límite, pero esta vez no se le permitió competir. El Gran Premio de Bélgica también fue testigo de una sesión de clasificación con lluvia en la cual la pista se secó constantemente. Como resultado de esto, los cuatro peores clasificados, Jos Verstappen, Fernando Alonso, Enrique Bernoldi y Marques, giraron excediendo el límite del 107 %. Al ser un caso parecido al del Gran Premio francés de dos años atrás, a los cuatro pilotos se les permitió correr.

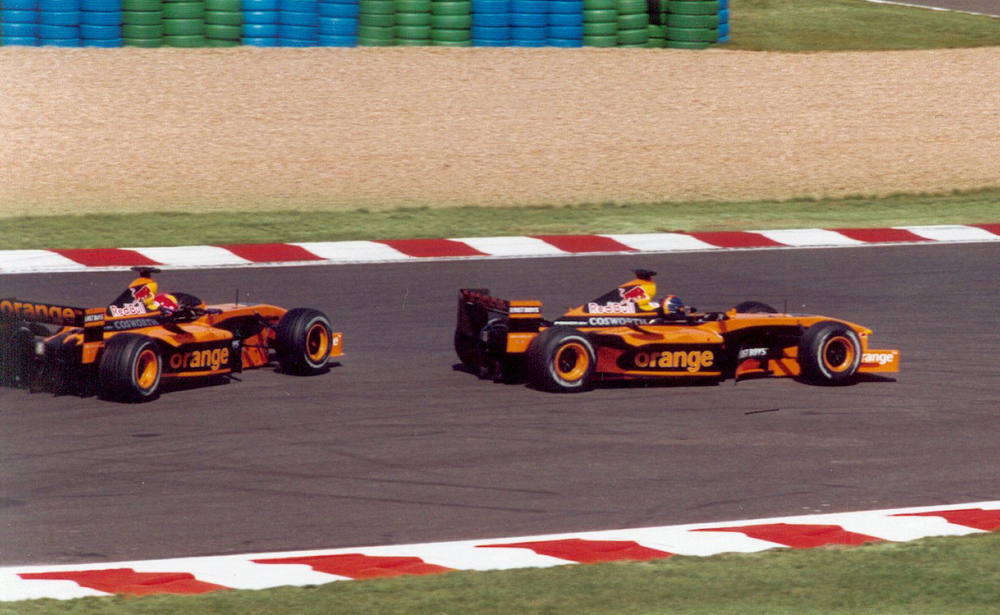
El equipo Arrows se negó a clasificar en el Gran Premio de Francia de 2002 debido a problemas financieros

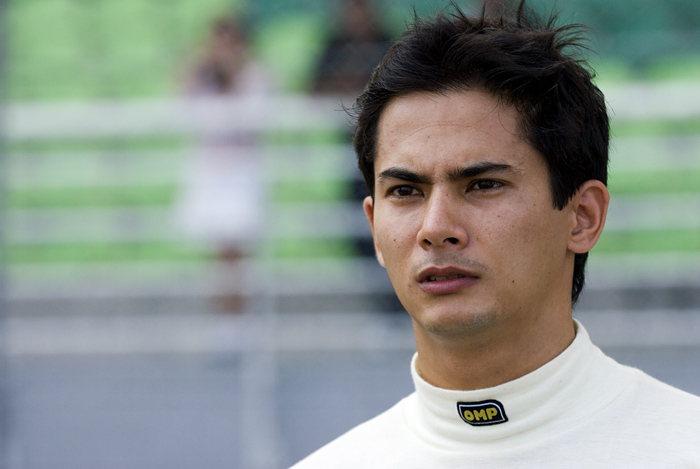
El último piloto en ser afectado por la regla del 107 % antes de la supresión de la misma, el malayo Alex Yoong de Minardi

La regla del 107 % también entró en vigencia en la temporada 2002. En la primera ronda del campeonato, el Gran Premio de Australia, Takuma Satō tuvo un fuerte accidente en la sesión de entrenamientos libres y tuvo que usar el coche de reserva del equipo Jordan para la sesión clasificatoria, aunque tuvo que parar sin marcar ningún tiempo debido a un problema en la caja de cambios. En el momento en el que su compañero de equipo Fisichella hizo su primer tiempo, le cedió su coche a Sato para que haga el suyo, y comenzó a llover, lo que hizo que el tiempo de Sato sea superior al límite del 107 %. Al piloto japonés se le permitió competir, tal cual como había sucedido en ocasiones anteriores debido a las condiciones cambiantes del tiempo. El conductor de Minardi, Alex Yoong, excedió el límite en los Grandes Premios de San Marino, del Reino Unido y de Alemania, una serie de acontecimientos que hicieron que sea reemplazado por Anthony Davidson en dos carreras. En el Gran Premio francés, el equipo Arrows estaba quedándose sin dinero, y realizó una aparición simbólica en la sesión de clasificación para evitar las multas impuestas por la FIA para los equipos que se perdían rondas del campeonato. Los pilotos del equipo, Heinz-Harald Frentzen y Enrique Bernoldi no pudieron marcar un tiempo dentro del límite del 107 %. Posteriormente, Frentzen se fue del circuito cuando aún restaban diez minutos de la tanda de clasificación, dejando en evidencia lo que pensaba hacer el equipo. Fisichella tampoco pudo hacer un tiempo dentro del límite en esta sesión, aunque esto fue consecuencia de su retirada del evento después de un fuerte choque en los entrenamientos libres.
En total, la regla del 107 % se rompió en 37 ocasiones mientras esta fue una regulación para la Fórmula 1. Aun así, a trece pilotos se les permitió competir en la carrera bajo "circunstancias excepcionales". La regla afectó a 23 de los 116 Grandes Premios en los que estuvo en vigencia.

### Supresión
Para la temporada 2003, el sistema de clasificación había cambiado, con la introducción de dos sesiones ordenadas de una sola vuelta en reemplazo de la sesión de una hora en la que se les permitía a los pilotos hacer un máximo de doce vueltas. Los pilotos tenían que clasificar con el combustible de la carrera en sus coches. Debido a la posibilidad de que las disparidades entre los coches aumenten con el nuevo sistema de clasificación, la regla del 107 % no fue mencionada por la FIA cuando se anunció el nuevo formato, a pesar de que tiempo atrás se decía que la regla iba a continuar siendo aplicada. El órgano regulador propuso la cancelación formal de la norma,  la cual dejó de tener efecto a partir del Gran Premio de Japón de 2002.
Después de la temporada 2003, se modificó el tiempo de las dos sesiones para que fueran en el mismo día, con 15 minutos de diferencia entre una y otra. Esta medida resultó impopular entre los equipos más pequeños, quienes tenían que dar sus vueltas al final de la primera sesión (debido a que la misma se realizaba en el orden de la posición en el campeonato) y al inicio de la segunda (debido a que esta se realizaba en el orden inverso a la primera), y entre los espectadores de la televisión, quienes como resultado tenían que mirar una transmisión más larga. Durante la temporada 2004 los defectos del sistema se expusieron y se propusieron cambios en el sistema de clasificación, y en un momento parecía que la regla del 107 % volvería a regir. Pero finalmente solo se hicieron modificaciones en el momento en el que se harían ambas sesiones.  El dueño de Minardi, Paul Stoddart, estaba particularmente en desacuerdo con la reintroducción de la regla.

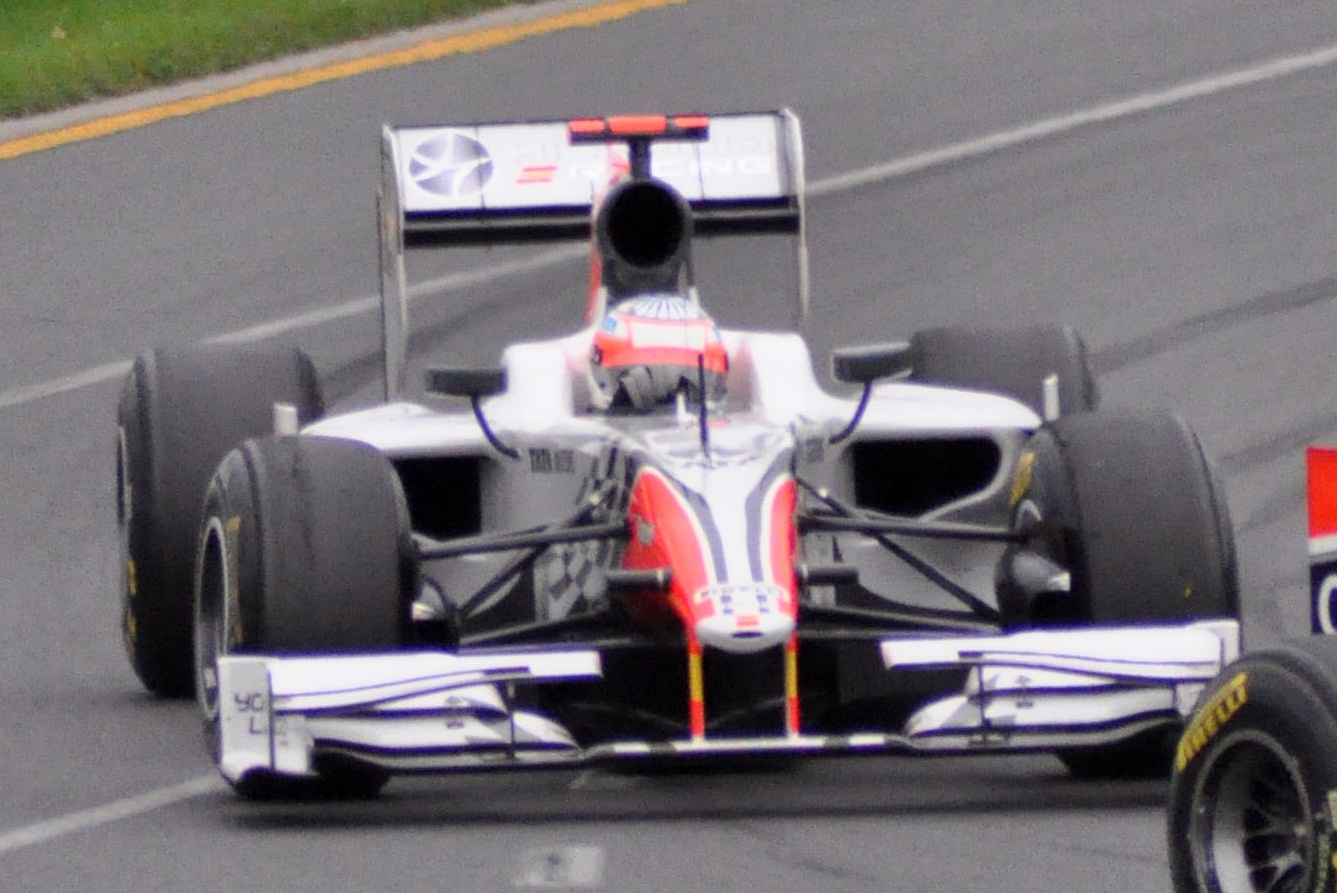
El primer monoplaza que fracasó luego de la reintroducción, el Hispania F111 en Australia 2011.

### Reintroducción
Al inicio de la temporada 2010, el nuevo Presidente de la FIA, Jean Todt, dijo que estaba a favor de la reintroducción de la regla del 107 %, debido a que el sistema de clasificación había cambiado y todas las sesiones se realizaban con bajos niveles de combustible.
El 23 de junio del mismo año, un encuentro del Consejo Mundial de Automovilismo determinó que la regla del 107 % sería reintroducida para la temporada 2011, y se basaría en el 107 % del tiempo más rápido de la primera sesión de clasificación en cada carrera.

## Lista de violaciones a la regla del 107%
| Año                                                            | Gran Premio    | Tiempo de pole position    | Tiempo del 107 % | Piloto                | Equipo          | Tiempo   | Porcentaje | Permiso para competir |
| -------------------------------------------------------------- | -------------- | -------------------------- | ---------------- | --------------------- | --------------- | -------- | ---------- | --------------------- |
| 1996                                                           | Australia      | 1:32.371                   | 1:38.837         | Luca Badoer           | Forti           | 1:39.202 | 107.395    | No                    |
| 1996                                                           | Australia      | 1:32.371                   | 1:38.837         | Andrea Montermini     | Forti           | 1:42.087 | 110.518    | No                    |
| 1996                                                           | Europa         | 1:18.941                   | 1:24.467         | Andrea Montermini     | Forti           | 1:25.053 | 107.742    | No                    |
| 1996                                                           | Europa         | 1:18.941                   | 1:24.467         | Luca Badoer           | Forti           | 1:25.840 | 108.739    | No                    |
| 1996                                                           | San Marino     | 1:26.890                   | 1:32.972         | Andrea Montermini     | Forti           | 1:33.685 | 107.802    | No                    |
| 1996                                                           | España         | 1:20.650                   | 1:26.295         | Luca Badoer           | Forti           | 1:26.615 | 107.396    | No                    |
| 1996                                                           | España         | 1:20.650                   | 1:26.295         | Andrea Montermini     | Forti           | 1:27.358 | 108.317    | No                    |
| 1996                                                           | Gran Bretaña   | 1:26.875                   | 1:32.956         | Andrea Montermini     | Forti           | 1:35.206 | 109.590    | No                    |
| 1996                                                           | Gran Bretaña   | 1:26.875                   | 1:32.956         | Luca Badoer           | Forti           | 1:35.304 | 109.702    | No                    |
| 1996                                                           | Alemania       | 1:43.912                   | 1:51.186         | Giovanni Lavaggi      | Minardi         | 1:51.357 | 107.165    | No                    |
| 1996                                                           | Bélgica        | 1:50.574                   | 1:58.314         | Giovanni Lavaggi      | Minardi         | 1:58.579 | 107.239    | No                    |
| 1996                                                           | Japón          | 1:38.909                   | 1:45.833         | Giovanni Lavaggi      | Minardi         | 1:46.795 | 107.973    | No                    |
| 1997                                                           | Australia      | 1:29.369                   | 1:35.625         | Pedro Diniz           | Arrows          | 1:35.972 | 107.388    | Sí                    |
| 1997                                                           | Australia      | 1:29.369                   | 1:35.625         | Vincenzo Sospiri      | MasterCard Lola | 1:40.972 | 112.988    | No                    |
| 1997                                                           | Australia      | 1:29.369                   | 1:35.625         | Ricardo Rosset        | MasterCard Lola | 1:42.086 | 114.230    | No                    |
| 1998                                                           | España         | 1:20.262                   | 1:25.880         | Ricardo Rosset        | Tyrrell         | 1:25.946 | 107.082    | No                    |
| 1998                                                           | Mónaco         | 1:19.798                   | 1:25.383         | Ricardo Rosset        | Tyrrell         | 1:25.737 | 107.443    | No                    |
| 1998                                                           | Hungría        | 1:16.973                   | 1:22.361         | Ricardo Rosset        | Tyrrell         | 1:23.140 | 108.012    | No                    |
| 1998                                                           | Japón          | 1:36.293                   | 1:43.033         | Ricardo Rosset        | Tyrrell         | 1:43.259 | 107.234    | No                    |
| 1999                                                           | Australia      | 1:30.462                   | 1:36.794         | Marc Gené             | Minardi         | 1:37.013 | 107.242    | Sí                    |
| 1999                                                           | Francia        | 1:38.441                   | 1:45.331         | Damon Hill            | Jordan          | 1:45.334 | 107.002    | Sí                    |
| 1999                                                           | Francia        | 1:38.441                   | 1:45.331         | Marc Gené             | Minardi         | 1:46.324 | 108.008    | Sí                    |
| 1999                                                           | Francia        | 1:38.441                   | 1:45.331         | Luca Badoer           | Minardi         | 1:46.784 | 108.475    | Sí                    |
| 1999                                                           | Francia        | 1:38.441                   | 1:45.331         | Pedro de la Rosa      | Arrows          | 1:48.215 | 109.929    | Sí                    |
| 1999                                                           | Francia        | 1:38.441                   | 1:45.331         | Toranosuke Takagi     | Arrows          | 1:48.322 | 110.038    | Sí                    |
| 2001                                                           | Australia      | 1:26.892                   | 1:32.974         | Tarso Marques         | Minardi         | 1:33.228 | 107.292    | Sí                    |
| 2001                                                           | Gran Bretaña   | 1:20.447                   | 1:26.078         | Tarso Marques         | Minardi         | 1:26.508 | 107.534    | No                    |
| 2001                                                           | Bélgica        | 1:52.072                   | 1:59.917         | Jos Verstappen        | Arrows          | 2:02.039 | 108.893    | Sí                    |
| 2001                                                           | Bélgica        | 1:52.072                   | 1:59.917         | Fernando Alonso       | Minardi         | 2:02.594 | 109.389    | Sí                    |
| 2001                                                           | Bélgica        | 1:52.072                   | 1:59.917         | Enrique Bernoldi      | Arrows          | 2:03.048 | 109.794    | Sí                    |
| 2001                                                           | Bélgica        | 1:52.072                   | 1:59.917         | Tarso Marques         | Minardi         | 2:04.204 | 110.825    | Sí                    |
| 2002                                                           | Australia      | 1:25.843                   | 1:31.852         | Takuma Satō           | Jordan          | 1:53.351 | 132.045    | Sí                    |
| 2002                                                           | San Marino     | 1:21.091                   | 1:26.767         | Alex Yoong            | Minardi         | 1:27.241 | 107.584    | No                    |
| 2002                                                           | Gran Bretaña   | 1:18.998                   | 1:24.527         | Alex Yoong            | Minardi         | 1:24.785 | 107.291    | No                    |
| 2002                                                           | Francia        | 1:11.985                   | 1:17.023         | Heinz-Harald Frentzen | Arrows          | 1:18.497 | 109.046    | No                    |
| 2002                                                           | Francia        | 1:11.985                   | 1:17.023         | Enrique Bernoldi      | Arrows          | 1:19.843 | 110.916    | No                    |
| 2002                                                           | Alemania       | 1:14.389                   | 1:19.596         | Alex Yoong            | Minardi         | 1:19.775 | 107.240    | No                    |
| Regla del 107 % después de la aplicación en la Q1 (desde 2011) |                |                            |                  |                       |                 |          |            |                       |
| Año                                                            | Evento         | Tiempo más rápido en la Q1 | Tiempo del 107 % | Piloto                | Equipo          | Tiempo   | Porcentaje | Permiso para competir |
| 2011                                                           | Australia      | 1:25.296                   | 1:31.266         | Vitantonio Liuzzi     | HRT             | 1:32.978 | 109.006    | No                    |
| 2011                                                           | Australia      | 1:25.296                   | 1:31.266         | Narain Karthikeyan    | HRT             | 1:34.293 | 110.547    | No                    |
| 2011                                                           | Canadá         | 1:13.822                   | 1:18.989         | Jérôme d'Ambrosio     | Virgin          | 1:19.414 | 107.575    | Sí                    |
| 2011                                                           | Bélgica        | 2:01.813                   | 2:10.339         | Jérôme d'Ambrosio     | Virgin          | 2:11.601 | 108.035    | Sí                    |
| 2011                                                           | Bélgica        | 2:01.813                   | 2:10.339         | Vitantonio Liuzzi     | HRT             | 2:11.616 | 108.047    | Sí                    |
| 2011                                                           | Bélgica        | 2:01.813                   | 2:10.339         | Daniel Ricciardo      | HRT             | 2:13.077 | 109.246    | Sí                    |
| 2011                                                           | India          | 1:26.189                   | 1:32.222         | Timo Glock            | Virgin          | 1:34.046 | 109.116    | Sí                    |
| 2012                                                           | Australia      | 1:26.182                   | 1:32.214         | Pedro de la Rosa      | HRT             | 1:33.495 | 108.486    | No                    |
| 2012                                                           | Australia      | 1:26.182                   | 1:32.214         | Narain Karthikeyan    | HRT             | 1:33.643 | 108.658    | No                    |
| 2012                                                           | España         | 1:22.583                   | 1:28.363         | Narain Karthikeyan    | HRT             | 1:31.122 | 110.340    | Sí                    |
| 2012                                                           | Gran Bretaña   | 1:46.279                   | 1:53.718         | Charles Pic           | Marussia        | 1:54.143 | 107.399    | Sí                    |
| 2013                                                           | Australia      | 1:43.380                   | 1:50.616         | Charles Pic           | Caterham        | 1:50.626 | 107.009    | Sí                    |
| 2014                                                           | Gran Bretaña   | 1:40.380                   | 1:47.406         | Marcus Ericsson       | Caterham        | 1:49.421 | 109.006    | Sí                    |
| 2014                                                           | Gran Bretaña   | 1:40.380                   | 1:47.406         | Kamui Kobayashi       | Caterham        | 1:49.625 | 109.210    | Sí                    |
| 2015                                                           | Malasia        | 1:39.269                   | 1:46.217         | Roberto Merhi         | Marussia        | 1:46.677 | 107.462    | Sí                    |
| 2015                                                           | Japón          | 1:33.015                   | 1:39.386         | Alexander Rossi       | Marussia        | 1:47.114 | 115.158    | Sí                    |
| 2015                                                           | Estados Unidos | 1:56:495                   | 2:04.653         | Carlos Sainz Jr.      | Toro Rosso      | 2:07.304 | 109.279    | Sí                    |
| 2016                                                           | Mónaco         | 1:14.912                   | 1:19.832         | Max Verstappen        | Red Bull        | 1:22.467 | 110.085    | Sí                    |
| 2016                                                           | Hungría        | 1:33.302                   | 1:39.833         | Daniel Ricciardo      | Red Bull        | 1:39.968 | 107.145    | Sí                    |
| 2016                                                           | Hungría        | 1:33.302                   | 1:39.833         | Max Verstappen        | Red Bull        | 1:40.424 | 107.663    | Sí                    |
| 2016                                                           | Hungría        | 1:33.302                   | 1:39.833         | Sergio Pérez          | Force India     | 1:41.411 | 108.691    | Sí                    |
| 2016                                                           | Hungría        | 1:33.302                   | 1:39.833         | Nico Hülkenberg       | Force India     | 1:41.471 | 108.755    | Sí                    |
| 2016                                                           | Hungría        | 1:33.302                   | 1:39.833         | Valtteri Bottas       | Williams        | 1:42.758 | 110.135    | Sí                    |
| 2016                                                           | Hungría        | 1:33.302                   | 1:39.833         | Jolyon Palmer         | Renault         | 1:43.965 | 111.428    | Sí                    |
| 2016                                                           | Hungría        | 1:33.302                   | 1:39.833         | Felipe Massa          | Williams        | 1:43.999 | 110.465    | Sí                    |
| 2016                                                           | Hungría        | 1:33.302                   | 1:39.833         | Kevin Magnussen       | Renault         | 1:44.543 | 112.048    | Sí                    |
| 2016                                                           | Hungría        | 1:33.302                   | 1:39.833         | Marcus Ericsson       | Sauber          | 1:46.984 | 114.664    | Sí                    |
| 2016                                                           | Hungría        | 1:33.302                   | 1:39.833         | Pascal Wehrlein       | Manor           | 1:47.343 | 115.049    | Sí                    |
| 2016                                                           | Hungría        | 1:33.302                   | 1:39.833         | Rio Haryanto          | Manor           | 1:50.189 | 118.099    | Sí                    |
| 2017                                                           | Italia         | 1:35.716                   | 1:42.416         | Romain Grosjean       | Haas            | 1:43.355 | 107.226    | Sí                    |
| 2018                                                           | Azerbaiyán     | 1:42.538                   | 1:49.715         | Brendon Hartley       | Toro Rosso      | 1:57.354 | 114.449    | Sí                    |
| 2021                                                           | Francia        | 1:31.001                   | 1:37.371         | Lance Stroll          | Aston Martin    | 2:12.584 | 145.695    | Sí                    |
| 2023                                                           | Arabia Saudita | 1:28.761                   | 1:34.974         | Logan Sargeant        | Williams        | 2:08.510 | 144.782    | Sí                    |
| 2023                                                           | Azerbaiyán     | 1:41.269                   | 1:48.357         | Nyck de Vries         | AlphaTauri      | 1:55.282 | 113.837    | Sí                    |
| 2023                                                           | Catar Sprint   | 1:24.454                   | 1:31.391         | Logan Sargeant        | Williams        | 2:05.741 | 137.586    | Sí                    |

Nota
No se incluyen a la lista pilotos que no marcaron tiempos, debido a accidentes, fallas técnicas, falta de tiempo, o como consecuencia de la sanción a los límites de pista.

## Uso en otras categorías
Actualmente, la regla del 107 % se encuentra en funcionamiento tanto en las categorías de Fórmula 2, Fórmula 3 y Super GT Japonés, aunque en esta última con ciertas modificaciones.